# Первомайский сельсовет (Шипуновский район)
Первомайский сельсовет — муниципальное образование со статусом сельского поселения и административно-территориальное образование в Шипуновском районе Алтайского края России. Административный центр — посёлок Первомайский.

## Население
| 1997  | 1998  | 1999  | 2000  | 2001  | 2002  |
| ----- | ----- | ----- | ----- | ----- | ----- |
| 810   | ↗822  | ↘801  | ↘792  | ↗798  | ↘749  |
| 2003  | 2004  | 2005  | 2006  | 2007  | 2008  |
| →749  | ↗751  | ↗756  | ↘747  | ↘733  | ↘693  |
| 2009  | 2010  | 2011  | 2012  | 2013  | 2014  |
| ↘679  | ↗1139 | ↘1136 | ↘1087 | ↘1050 | ↗1060 |
| 2015  | 2016  | 2017  | 2018  | 2019  | 2020  |
| ↗1062 | ↘1041 | ↘1013 | ↘989  | ↘957  | ↗964  |
| 2021  |       |       |       |       |       |
| ↘938  |       |       |       |       |       |

По результатам Всероссийской переписи населения 2010 года, численность населения муниципального образования составила 1139 человек, в том числе 534 мужчины и 605 женщин. Оценка Росстата на 1 января 2012 года — 1087 человек.

## Населённые пункты
В состав сельского поселения входит 4 населённых пункта:
- посёлок Майское Утро,
- село Новоивановка,
- посёлок Первомайский,
- посёлок Талы.